# Martín Pica Ramírez
Martín Pica Ramírez (Cadis, 18 de gener de 1918 - Barcelona, 23 de març de 1985) fou un futbolista català d'origen andalús de la dècada de 1940.

## Trajectòria
Es formà futbolísticament a Catalunya durant la dècada de 1930, formant part del CE Sabadell, del CE Europa, del RCD Espanyol i del FC Barcelona. Durant la dècada de 1940 va jugar a primera divisió amb el Celta de Vigo, el Granada CF i el CE Sabadell i a Segona amb el RCD Mallorca. Cap al final de la seva carrera també defensà els colors del Reial Saragossa, el CD Badajoz, i novament a Catalunya de la UE Sant Andreu o el CA Poble Nou.
Un germà seu, Juan Bautista Pica Ramírez, també fou futbolista.